# غوسوم
غوسوم (بالسويدية:Gusum) قرية تقع في الثلث الجنوبي لمملكة السويد

## تاريخ
لقد كانت غوسوم سابقاً عاصمة لبلدية رينغاروم. ولكن بعد دمج بلدية فالديمارشفيك مع بلدية رينغاروم أصبحت مدينة فالديمارشفيك هي عاصمة بلدية فالديمارشفيك.
تقع غوسوم بين بحيرة يكزينغن وأرخبيل القديسة آنا. يمّر في غوسوم نهيّر يطلق عليه تسمية نهيّر غوسوم.
منذ العام 1600 أقيم في غوسوم مصنع للنحاس والحديد

## السكان
بلغ عدد سكان غوسوم 1211 وذلك في العام 2005. مساحة غوسوم هي 163 هكتار. تقع ضمن بلدية فالديمارشفيك في مقاطعة اوسترغوتلاند.

## أهم المعالم
تحوي غوسوم على متحف للزجاج, متحف للنحاس, كما ويوجد فيها مدرسة ابتدائية وكنيسة